# Ghislain Vermassen
Ghislain Vermassen (Gent, 23 november 1950) is een voormalig Belgisch politicus voor de sp.a.

## Biografie
Vermassen studeerde in 1971 af als industrieel ingenieur in de kunststoffen aan het Belgisch Textiel- en Kunststoffen Instituut in Gent. Beroepshalve werd hij projectleider en vervolgens ambtenaar bij de VDAB.
In 1978 verhuisde hij met zijn gezin naar het Limburgse Maaseik. Hij werd er politiek actief voor de socialistische SP en werd in januari 1984 gemeenteraadslid van Maaseik. Twee maanden later, in maart 1984, volgde Vermassen de overleden Hubert Rubens op als burgemeester, een ambt dat hij bekleedde tot eind 2000.
Van 1987 tot 1991 was Vermassen tevens provincieraadslid van Limburg. In 1991 maakte hij de overstap naar de nationale politiek. Van 16 december 1991 tot 20 mei 1995 zetelde hij in de Senaat als rechtstreeks verkozen senator voor de kieskring Hasselt-Tongeren-Maaseik. Hij was er lid van de commissie Ontwikkelingssamenwerking. In de periode januari 1992-mei 1995 had hij als gevolg van het toen bestaande dubbelmandaat ook zitting in de Vlaamse Raad. De Vlaamse Raad was vanaf 21 oktober 1980 de opvolger van de Cultuurraad voor de Nederlandse Cultuurgemeenschap, die op 7 december 1971 werd geïnstalleerd, en was de voorloper van het huidige Vlaams Parlement. Vermassen zetelde er in drie commissies: de commissie voor Binnenlandse Zaken en Ambtenarenzaken, diegene voor Financiën en Begroting en diegene voor Economie, Energie en Werkgelegenheid (vanaf 1993 tevens bevoegd voor Landbouw). Ten slotte zetelde hij van 21 mei 1995 tot 12 juni 1999 voor het arrondissement Hasselt-Tongeren-Maaseik in de Kamer van volksvertegenwoordigers, waar hij deel uitmaakte van de commissie Sociale Zaken.
Na de lokale verkiezingen van oktober 2000 werd hij als burgemeester opgevolgd door CVP'er Jan Creemers. Wel bleef hij van 2001 tot 2006 eerste schepen, bevoegd voor Verkeer en Ruimtelijke Ordening. Daarna zetelde hij tot aan zijn afscheid als gemeenteraadslid eind 2018 als lid van de oppositie in de gemeenteraad. In 2009 werd zijn ononderbroken mandaat van 25 jaar gemeenteraad gevierd. Hij ontving hiervoor een kunstwerk van de Limburgse kunstenares Klara Reynders. In 2011 cumuleerde hij acht mandaten, waarvan twee bezoldigde.
In januari 2012 werd hij unaniem verkozen tot voorzitter van de Maaseikse sp.a als opvolger van Myriam Giebens. Tijdens de lokale verkiezingen van 2012 was hij lijstduwer van de gemeentelijst Vooruit. Zijn partij behaalde 16% en zelf kreeg hij 669 voorkeurstemmen. Hij diende echter bezwaar in tegen de Maaseikse verkiezingsuitslag, omdat ruim zes procent van de stembiljetten ongeldig was verklaard. Hijzelf gaf hier als reden voor dat tal van zijn kiezers misleid waren door de verwarring met de lijst Voluit en hun stem voor die laatste lijst alsnog hadden trachten recht te zetten door de lijst Voluit te doorstrepen. Hij eiste dan ook tientallen ongeldigde stemmen op.